# 里弗頓鎮區 (密歇根州)
里弗頓鎮區（英語：Riverton Township）是位於美國密歇根州梅森縣的一個行政鎮區。

## 地方資料
里弗頓鎮區的面積為92.38平方千米，當中陸地面積為91.22平方千米，而水域面積為1.16平方千米。根據2020年美國人口普查的數據，當地共有人口1232人，而人口密度為每平方千米13.34人。